# Hockey Club San Jorge
El Hockey Club San Jorge, conocido como HC San Jorge, es un club deportivo semi-profesional de hockey sobre patines chileno con sede en La Cisterna, Santiago. Fue fundado el 13 de mayo de 2016 y actualmente compite en el Campeonato Nacional de Chile y WSS League de Chile. En 2022 logró su primer título nacional conquistando la WSS League de Chile. Es uno de los clubes que corresponden a la Nueva Generación de clubes chilenos federados, destacando por sus trabajos en categorías inferiores.

## Historia
La historia del Hockey Club San Jorge se remonta al año 2014 cuando el entrenador Eduardo Flores anunció un proyecto de difusión de actividades en la comuna del municipio de La Cisterna. La solicitud atrajo la atención de los medios ya que Las Marcianitas terminaron terceras en la Copa del Mundo de ese año, lo que atrajo la atención del alcalde Santiago Rebolledo Pizarro y su entusiasmo para apoyar al naciente proceso.
La remodelación del complejo municipal de patinaje de la comuna, marcó un hito para la fundación y consolidación del proyecto. La inauguración oficial se realizó el 13 de mayo de 2016, fecha que es considerada por este club como el de su fundación porque fue ese acto el inicio de la siguiente etapa del proceso.
En el 2022, hace su estreno en los I Juegos Sudamericanos de Deportes sobre ruedas jugando contra los equipos argentinos Concepción Patín Club, Richet Zapata y Banco Mendoza, terminando último en su grupo con tres derrotas. Tras la definición de lugares termina su participación en el lugar 25º tras una victoria (6-0) frente al equipo chileno Red Star.
El 18 de noviembre de 2022, tras una llave frente a Independiente La Florida y definida en penales, logra acceder a la final de la WSS League. El 2 de diciembre de 2022 tras un 5-2 (Global 7-3) sobre Estudiantil San Miguel, se corona campeón de la World Skate Star League 2022 por primera vez en su historia.
La categoría sub-13 femenina del club participó en el Mundialito Bancaria 2022 realizado en la ciudad argentina de San Juan, alcanzando el campeonato el día 17 de diciembre de 2022 tras una victoria por 3-2 frente al club trasandino Andes Talleres.

## Uniforme
Los colores representativos del club desde su fundación han sido el rojo, negro y blanco. Cuando el equipo comenzó llevaba como uniforme una camiseta a rayas verticales blancas y rojas, luego evolucionando a rayas rojas y negras en el año 2019 hasta la actualidad. El color gris también fue parte de la escuela o divisiones menores del club durante el primer año de competencia deportiva. Actualmente el uniforme es fabricado por la empresa textil española Kelme.
| Primer uniforme | Uniforme actual | Sudamericanos 2022 |  |

## Organigrama deportivo

### Sección Masculina
Actualizada el 3 de junio de 2022 
Nota: Las banderas indican la selección nacional con la que los jugadores pueden ser convocados. En algunos casos podría no coincidir con su nacionalidad real.
| Nº |                      | Posición | Jugador                  |
| -- | -------------------- | -------- | ------------------------ |
| 1  | Bandera de Chile     | P        | Roberto Figueroa         |
| 5  | Bandera de Chile     | DL       | Diego Miranda            |
| 7  | Bandera de Chile     | C        | Nicolás Flores (capitán) |
| 8  | Bandera de Chile     | C        | Felipe Vidal             |
| 10 | Bandera de Chile     | P        | Pablo Salamanca          |
| 17 | Bandera de Chile     | DF       | Rafael Henríquez         |
| 21 | Bandera de Argentina | DF       | Franco Ginés             |
| 27 | Bandera de Chile     | DF       | Alejandro Aravena        |
| 70 | Bandera de Chile     | DL       | Óscar Mora               |
| 77 | Bandera de Chile     | C        | Mario Chavarría          |
| 95 | Bandera de Chile     | P        | Santiago Farah           |

### Sección Femenina
Sin datos debido a su cancelación de participación durante la temporada 2022.

### Staff técnico
| Position          | Name           |
| ----------------- | -------------- |
| Director técnico  | Eduardo Flores |
| Técnico asistente | Ignacio Blanc  |
| Utilero           | René Aravena   |
| Delegada          | Claudia Yáñez  |

## Participaciones internacionales
- Juegos Sudamericanos de deportes sobre ruedas: 1 (2022,  San Juan)
- Mundialito Bancaria: 1 (2022,  San Juan)

## Honores

### Categorías absolutas
| Torneos nacionales        | Torneos nacionales       | Torneos nacionales |  |
| Competición               | Títulos                  | Subcampeonatos     |  |
| ------------------------- | ------------------------ | ------------------ |  |
| Categoría Masculina (1/1) | WSS League de Chile 2022 |                    |  |

### Categorías menores

#### Torneos nacionales
| Torneos nacionales              | Torneos nacionales | Torneos nacionales |  |
| Competición                     | Títulos            | Subcampeonatos     |  |
| ------------------------------- | ------------------ | ------------------ |  |
| Categoría Sub-13 femenina (0/1) |                    | 2021               |  |
| Categoría Sub-15 femenina (1/1) | 2021               |                    |  |
| Categoría Sub-17 femenina (0/1) |                    | 2021               |  |

#### Torneos internacionales
| Torneos internacionales         | Torneos internacionales  | Torneos internacionales |  |
| Competición                     | Títulos                  | Subcampeonatos          |  |
| ------------------------------- | ------------------------ | ----------------------- |  |
| Categoría Sub-13 femenina (1/1) | Mundialito Bancaria 2022 |                         |  |

## Jugadores destacados
- Gastón Svriz
- Catalina Flores
- Óscar Mora
- Nicolás Flores
- Mario Chavarría
- Dante Galaz
- Roberto Figueroa
- Felipe Poza
- Gonzalo Márquez

## Patrocinadores
- Kelme
- Full Patín
- Casa Espacio